# Engedménycímer
Az engedménycímert egyes területek vagy családok viselik külön uralkodói, tartományúri vagy más kegyúri kiváltság alapján kitüntetésképp, valamilyen érdem vagy a fejedelmi kegy jutalmaként, amikor a fejedelmi címert vagy annak egyes elemeit az adott címerviselőnek jogában áll a saját címereként használni.
Névváltozatok: engedményes czímer (Bárczay 5.), tiszteleti czímer (Uo. 20.)

la: insignia concessionis, fr: insignia gratiae, armes de concession, de: Gnadenwappen, Begüstigungswappen

Rövidítések
VII. Károly francia király a saját címeréből Jeanne d’Arc rokonainak a címerébe két aranyliliomot adott. Magyarországon Kanizsai István, zágrábi püspök sisakján Nagy Lajos adományából az Anjouk oromdísze, a strucc látható. A címerjavításnál gyakran fordul elő, hogy a megjutalmazott személy vagy város a kegyúr címerét, annak változatát vagy egy részét viselheti a saját címerében.
Németországban gyakori volt, hogy a teljes császári sas helyett a kegycímerbe csak annak fele került be, a grófi rang kifejezésére pedig utólag külön oroszlánokat adományoztak.